# Vincencov
Vincencov település Csehországban, a Prostějovi járásban. Vincencov Vranovice-Kelčice, Otaslavice, Myslejovice és Určice településekkel határos. Lakosainak száma 115 fő (2024. január 1.).

## Népesség
A település lakosságának változását az alábbi diagram mutatja:
| Lakosok száma | 137  | 173  | 203  | 193  | 127  | 118  | 126  | 120  | 113  | 115  |
|               | 1869 | 1900 | 1921 | 1961 | 1980 | 2011 | 2016 | 2019 | 2021 | 2024 |